# 1 litre no namida (film)
1 litre no namida (1リットルの涙?, Ichi rittoru no namida, conosciuto in inglese come 1 Litre of Tears) è un film del 2005 diretto da Riki Okamura.
Il soggetto è basato sulla storia della vita di Aya Kitō (木藤亜也?, Kitō Aya, 19 luglio 1962 - 23 maggio 1988) raccontata nel suo libro di memorie intitolato 1 litre no namida.
Il film precede di pochi mesi il dorama dello stesso anno con Erika Sawajiri e Ryō Nishikido nei ruoli dei due protagonisti.

## Trama
Aya è una studentessa quindicenne che soffre di una malattia degenerativa e mortale che combatte contro il suo inevitabile destino.